# Discworld (mini-série)
Pour les articles homonymes, voir Discworld.
Discworld (The Colour of Magic) est une mini-série britannique adaptée des romans La Huitième Couleur et Le Huitième Sortilège de la série romanesque burlesque Les Annales du Disque-monde écrite par Terry Pratchett.
Elle a été écrite et réalisée par Vadim Jean et a été diffusée en mars 2008 sur Sky1.

## Synopsis
Un « touriste » (notion inconnue jusqu'alors à Ankh-Morpork), prénommé Deuxfleurs, débarque sur le port de la grande ville, accompagné de son « bagage », une malle magique remplie de pièces d'or et qui le suit où qu'il aille. La guilde des voleurs et la guilde des assassins, le découvrant riche, souhaitent dévaliser l'imprudent et naïf visiteur.
Celui-ci est protégé par le mage Rincevent, qui a reçu du seigneur Vétérini la mission de surveiller le jeune touriste. Rincevent a pour particularité d'être incapable de jeter le moindre sortilège.
Les deux compères vont aller d'aventures et aventures, rencontrant une épée magique, visitant la ville secrète des dragons, faisant la connaissance de Cohen le Barbare ainsi que de Bethan, une jeune femme promise à un sacrifice, et se rendant bien malgré eux dans l'espace hors du Disque-monde.
Pendant le périple des deux héros, le sinistre Trymon ne pense qu'à tuer l'Archichancelier de l'Université de l'Invisible. Après plusieurs tentatives infructueuses, il parviendra à ses fins, prenant la place de celui qu'il vient d'assassiner. Cette sinistre besogne coïncide avec le fait que « l'In-Octavo », grimoire magique aux pouvoirs inouïs, semble connaître une frénésie intérieure inquiétante. Elle coïncide aussi avec la proximité d'une étoile orangée puis rougeâtre, chaque jour plus proche et plus brillante, mais aussi terriblement menaçante, semant la terreur parmi les habitants d'Ankh-Morpork.
Presque involontairement, Rincevent et Deuxfleurs tuent Trymon, libèrent le huitième sortilège qui était caché dans le corps de Rincevent, révèlent la nature de l'In-Octavo et résolvent la quasi-totalité des problèmes.
Enfin Deuxfleurs prend le bateau pour rentrer chez lui ; il donne en remerciement à Rincevent le bagage. La dernière image montre Cohen le Barbare accolé à Bethan, sa jeune et nouvelle épouse.

## Distribution
- David Jason (VF : Bernard Alane) : Rincevent
- Sean Astin (VF : Christophe Lemoine) : Deuxfleurs
- Tim Curry : Trymon
- Christopher Lee : La Mort (voix)
- Jeremy Irons : Lord Vétérini
- David Bradley (VF : Jean-Claude Donda) : Cohen le Barbare
- Laura Haddock : Bethan
- James Cosmo (VF : Richard Leblond) : Galder Weatherwax, l'archichancelier
- Karen David (VF : Marie Tirmont) : Liessa
- Michael Mears (VF : Fabien Jacquelin) : Jiglad Wert
- Geoffrey Hutchings (VF : Michel Voletti) : Picture Imp
- Nigel Planer (VF : Michel Laroussi) : Arch Astronomer
- Nicholas Tennant (VF : Eric Marchal) : le bibliothécaire